# Afro-cubanos
O termo afro-cubano refere-se aos cubanos de ancestralidade africana, aos  elementos históricos ou culturais em Cuba e pensamentos que emanam desta comunidade. O termo pode referir-se à combinação dos elementos culturais africanos e outros encontrados na sociedade cubana como religião, música, língua, as artes, e cultura de classe.

## Demografia

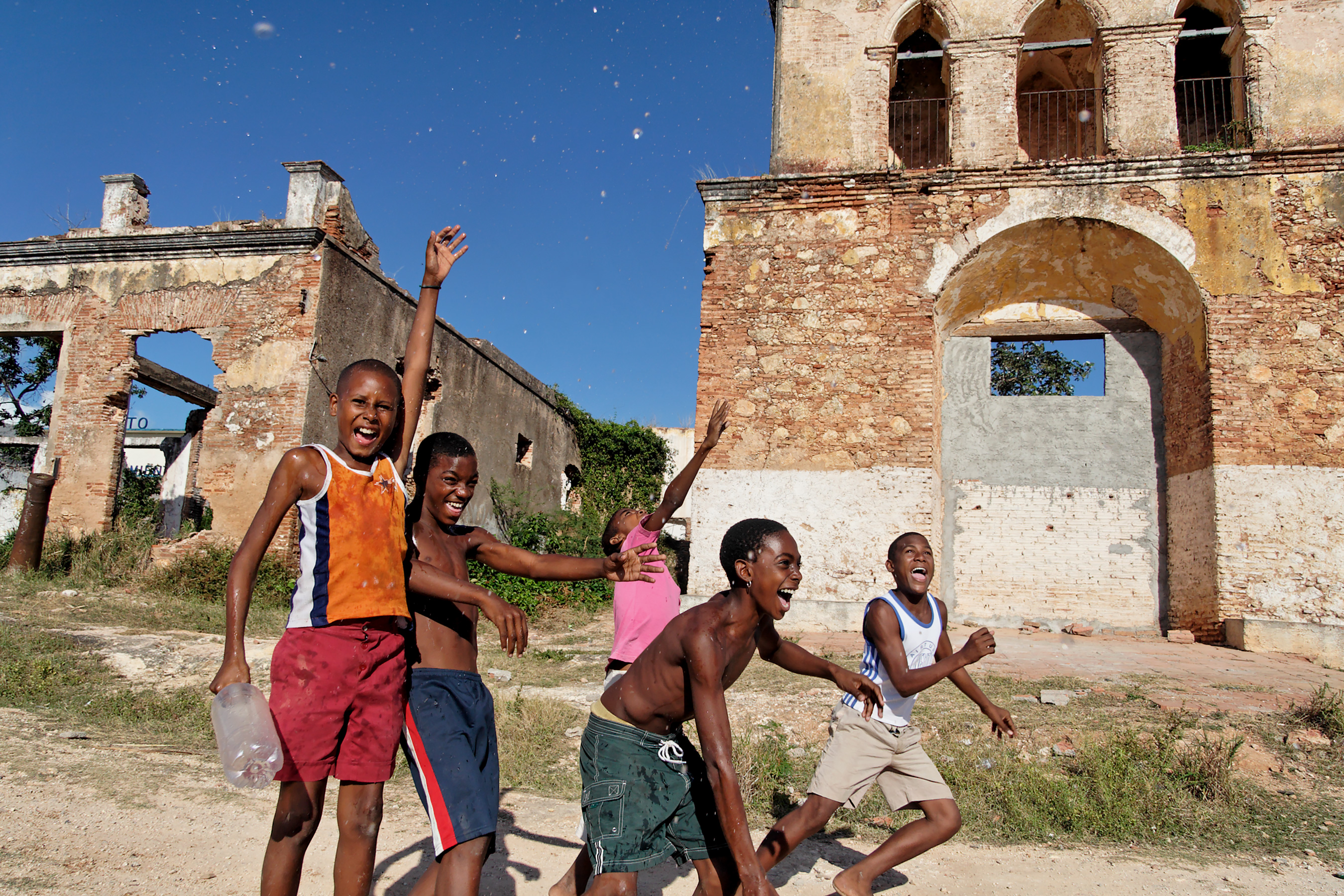
Meninos cubanos brincando em Trinidad, Cuba

Segundo um censo nacional em 2001 que avaliou em 11.2 milhões de cubanos, 1.1 milhão de cubanos descreveram-se como negros, ao passo que 2,8 milhões consideram-se mulatos ou mestiços. Assim, uma proporção significativa dos que vivem na ilha afirmam alguma ancestralidade africana. O assunto é ainda mais complicado pelo fato de que um bom número de pessoas ainda localiza as suas origens em grupos étnicos africanos específicos ou regiões, particularmente Iorubás, ibos e congoleses, mas também Ararás, Carabalis, mandingas, fulas, macuas, e outros. No entanto, e apesar do projeto igualitário da revolução cubana, a discriminação racial ainda existe em Cuba. Muitos afro-cubanos queixam-se que eles são recusados nos empregos da indústria lucrativa do turismo, onde os cubanos fazem em dicas semanais o que os doutores e outros profissionais fazem em meses.
A porcentagem de afro-cubanos na ilha aumentou depois da revolução cubana de 1959 liderada por Fidel Castro, devido à migração maciça da ilha de grande parte da basicamente branca classe profissional cubana. Uma pequena porcentagem de afro-cubanos deixou Cuba, a maior parte foi para os Estados Unidos, (particularmente Florida), onde eles e seus filhos nascidos nos Estados Unidos são chamados cubano-americanos e hispano-americanos. Apenas alguns deles residiam nas proximidades dos países de língua espanhola da República Dominicana, onde predominam populações afro-latinas. Existem alguns afro-cubanos que foram para a Nigéria, o lar da cultura iorubá e ibo. Angola também tem comunidades de afro-cubanos, esses são descendentes de soldados afro-cubanos levados para o país em 1975. Eles numeram aproximadamente 100,000. Descendentes de escravos afro-cubanos também foram levados para o único país africano hispânico, Guiné Equatorial.

## Religião

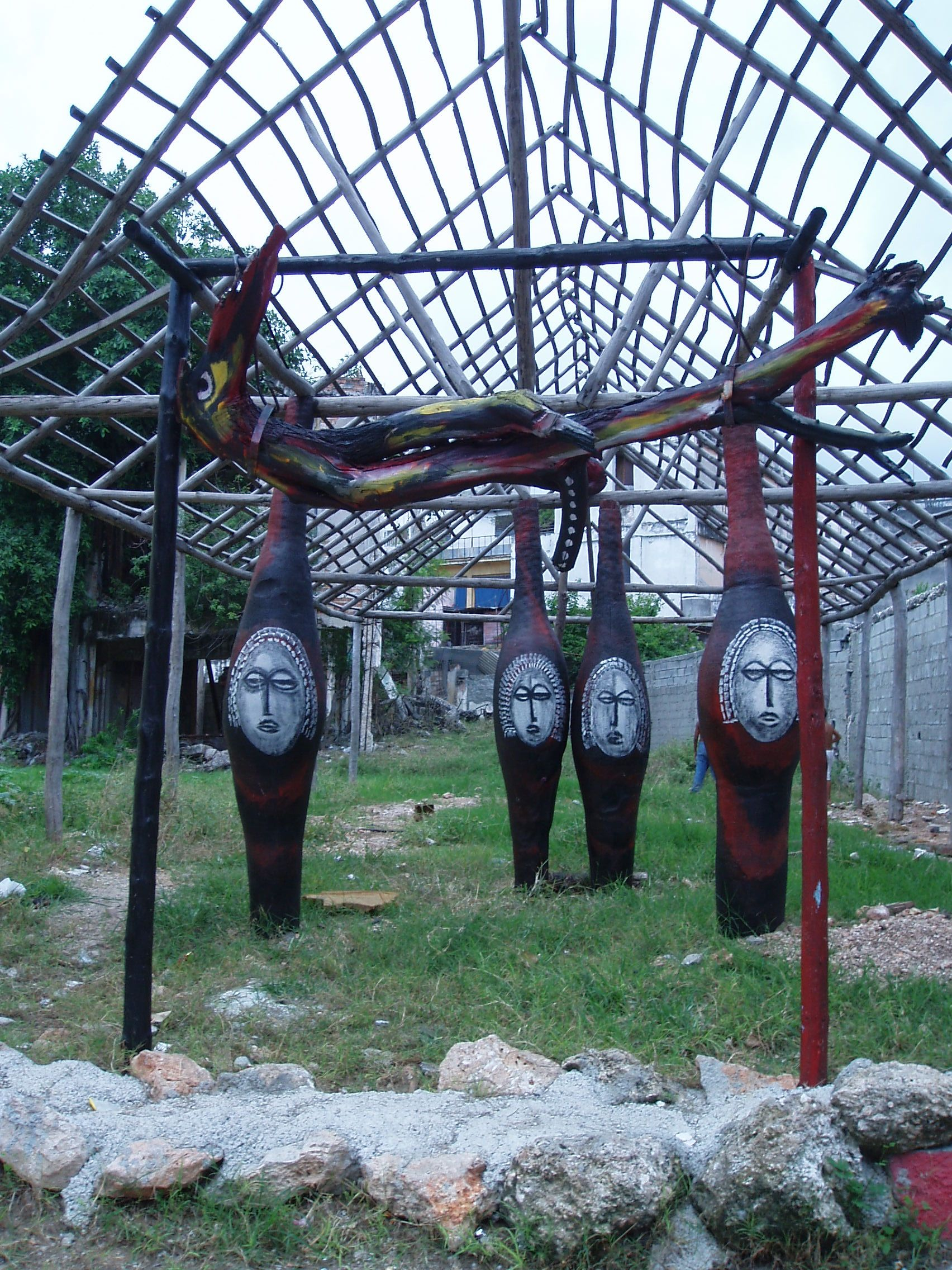
Santeria ícones em um lugar aberto de adoração em Havana. A Santeria é um sincretismo praticado por muitos afro-cubanos

As religiões afro-cubanas podem ser repartidas em três grandes correntes: Santería, Palo Monte, e Abacua, e inclue pessoas de todas as origens. Santería e Abacua ambos têm grandes partes da sua liturgia em línguas africanas (iorubá, ibo) enquanto Palo Monte usa uma mistura de espanhol e quicongo. Santería e Palo Monte são em grande parte sincretizadas com o catolicismo, embora seja geralmente considerado que os elementos africanos excedem em peso os católicos. A religião Abacua é uma sociedade secreta para os homens, semelhante às ordens de membros da maçonaria da Europa (que a princípio integrava  membros brancos (espanhóis) até o final do século XIX) mas não foi sincretizado com o catolicismo e se mantém perto de sua origem no sudeste da Nigéria.

## Música
A música afro-cubana envolve duas principais categorias de música, religiosa e profana. Música religiosa inclui os cantos, ritmos e instrumentos usados em rituais das correntes religiosas supracitadas, enquanto a música profana enfoca basicamente rumba, guaguanco e comparsa (música de carnaval) bem como vários estilos menores como a tumba francesa. É um fato reconhecido, contudo, que praticamente toda música cubana, foi influenciada pela música africana, em particular quanto ao ritmo.

## Língua
Outros elementos culturais considerados ser afro-cubano podem ser encontrados na língua (incluindo sintaxe, vocabulário, e estilo de fala) e geralmente de estereótipos mantidos da cultura afro-cubana como o comportamento masculino e feminino, estrutura familiar ou hábitos gerais. O termo afro-cubanos é raramente tomado em área econômica, apesar de que, como na maior parte das Américas, os cubanos negros são geralmente mais pobres do que os brancos, fenômeno que se traduz em classes ao longo das linhas raciais. A situação política, porém, proíbe o reconhecimento público da existência de classes sociais e dos problemas raciais de qualquer tipo.

## Crioulo haitiano entre os afro-cubanos
O crioulo haitiano e cultura, começou em Cuba com a chegada de imigrantes haitianos, no início do século XIX. O Haiti foi uma colônia francesa, e a revolução haitiana nos anos de 1791-1804  trouxeram uma onda de colonizadores franceses, que fugiram com o seu escravos haitianos para Cuba. Eles vieram principalmente do leste, e especialmente Guantanamo, onde o francês mais tarde introduziu o cultivo de cana, construiu refinarias de açúcar e desenvolveu plantações de café. Em 1804, cerca de 30000 franceses viviam em Baracoa e Maisi, os municípios do extremo leste da província. Posteriormente, continuaram a entrar haitianos em Cuba para trabalhar como braceros (trabalhadores manuais, a partir da palavra brazo espanhol, significando "braço") nos campos de corte de cana. Suas condições de vida e trabalho, não foram muito melhores do que escravidão. Apesar de terem planejado retornar para o Haiti, a maioria  ficou em Cuba. Durante anos, muitos haitianos e seus descendentes em Cuba não se identificavam como tal ou falavam crioulo. Na parte oriental da ilha, muitos haitianos sofreram discriminação.
Mas de acordo com o regime de Fidel Castro, desde 1959, quando ele tomou posse, esta discriminação parou.
Depois do espanhol, o crioulo é a segunda língua mais falada em Cuba. Graças a aproximadamente 300.000 haitianos que chegaram nas últimas décadas, os demais entendem, mas com certa dificuldade ou têm de passar pelo menos familiaridade com a língua. É principalmente nas comunidades onde os haitianos e seus descendentes vivem, que o crioulo é mais falado. Além das províncias do leste, existem também comunidades das províncias Ciego de Ávila e Camagüey, onde a população continua a manter crioulo, sua língua materna. Aulas em crioulo são oferecidas em Guantánamo, Matanzas e na cidade de Havana. Existe um programa de rádio em língua crioula.

## Lista de afro-cubanos famosos
- Carlos Moore - escritor e pesquisador
- Celia Cruz - cantora de salsa
- Chano Pozo - percussionista
- Christina Milian - cantora
- Joel Casamayor - Boxeador (WBC Lightweight Champion)
- Rita Marley - cantora (esposa de Bob Marley)
- Ibrahim Ferrer - cantor (Buena Vista Social Club)
- Afro-Cuban All Stars
- Mellow Man Ace - Rapper
- Gilbert Arenas - NBA
- Javier Sotomayor - Detentor do Recorde Mundial de Salto em Altura
- Sen Dog - rapper do grupo Cypress Hill
- Tony Pérez - MLB (Hall of Fame)
- Gina Torres - Atriz
- Faizon Love - Ator
- Lola Falana
- Brayan Peña - MLB
- Rosario Dawson - Atriz
- Renny Arozarena - Ator
- Sugar Ramos - Boxeador (Former WBA Featherweight Champion)
- Sergio Oliva - Fisiculturista(único bodybuilder a vencer Arnold Schwarzenegger numa competição Mr Olympia)
- Cristóbal Torriente - Liga Negra do Baseball Hall of Fame
- Martín Dihigo - Liga Negra do Baseball Hall of Fame
- Addys D'Mercedes - cantor
- Alonso Brito - cantor/compositor
- Benny Moré - cantor
- Yotuel Romero - cantor
- Luis Moro - Ator/Cineasta
- Matt Cedeño - Ator/Modelo
- Georg Stanford Brown - Ator
- José Contreras - MLB
- Orlando Hernández - MLB
- Liván Hernández - MLB
- Alexei Ramirez - MLB
- Fantasia Barrino - cantor
- Kid Chocolate - boxeador